# Esquadrão N.º 467 da RAAF

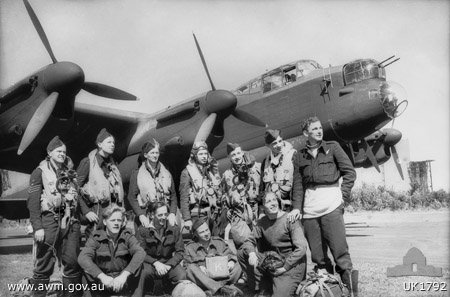
O esquadrão

O Esquadrão N.º 467 foi um esquadrão da Real Força Aérea Australiana (RAAF) durante a Segunda Guerra Mundial. Prestou serviço no teatro europeu. Formado em 1942 na Inglaterra, o esquadrão era uma unidade australiana sob o comando britânico, mais propriamente da Royal Air Force, e consistia numa mistura de pessoal de várias nacionalidades da Comunidade Britânica. Depois de ficar operacional de 1943, o esquadrão realizou operações na Europa ocupada até ao final da guerra. Estava previsto ser destacado para o Japão, contudo a guerra do pacífico terminou meses depois, e o esquadrão foi extinto em Setembro de 1945.